# 안드레이 크라마리치
안드레이 크라마리치(크로아티아어: Andrej Kramarić, 1991년 6월 19일~)는 크로아티아의 축구 선수이다. 포지션은 스트라이커이며, 현재 푸스발-분데스리가에 소속된 팀인 1899 호펜하임에서 활약하고 있다.

## 수상 경력

### 국가대표팀
크로아티아
- FIFA 월드컵 준우승: 2018[1]